# Palestine aux Jeux olympiques d'été de 2024
La Palestine participe aux Jeux olympiques de 2024 à Paris. Il s'agit de sa 8e participation à des Jeux olympiques d'été.
Le boxeur Wasim Abusal et la nageuse Valerie Tarazi sont nommés porte-drapeaux de la délégation palestinienne.

## Contexte de guerre
En 2024, la Palestine est en conflit avec Israël depuis 1948. L'armée israélienne mène une offensive terrestre dans la bande de Gaza, causant plus de 35.000 morts dont 10.000 enfants, en riposte à l'attaque du Hamas contre Israël de 2023 .
Dans un interview accordé au journal Le Parisien en décembre 2023, le directeur technique du Comité olympique palestinien, Nader Jayousi, est confiant sur la capacité à envoyer une délégation aux Jeux, mais recense quatre-vingt-huit athlètes de haut niveau qui ont été tués. Début janvier 2024, Hani Al-Masdar, entraîneur de l'équipe olympique palestinienne, est tué lors d'un bombardement sur la ville de Gaza trois mois avant le tournoi qualificatif.

## Nombre d’athlètes qualifiés par sport
Voici la liste des qualifiés et sélectionnés palestinien par sport (remplaçants compris) :
| Sport      | Hommes | Femmes | Total |
| ---------- | ------ | ------ | ----- |
| Athlétisme | 1      | 1      | 2     |
| Boxe       | 1      | 0      | 1     |
| Judo       | 1      | 0      | 1     |
| Natation   | 1      | 1      | 2     |
| Taekwondo  | 1      | 0      | 1     |
| Tir        | 1      | 0      | 1     |
| Total      | 6      | 2      | 8     |

## Résultats

### Athlétisme

#### Hommes
| Athlètes        | Épreuve | Premier tour (ou tour préliminaire) | Premier tour (ou tour préliminaire) | Repêchage (ou premier tour) | Repêchage (ou premier tour) | Demi-finales | Demi-finales | Finale | Finale |
| Athlètes        | Épreuve | Temps                               | Rang                                | Temps                       | Rang                        | Temps        | Rang         | Temps  | Rang   |
| --------------- | ------- | ----------------------------------- | ----------------------------------- | --------------------------- | --------------------------- | ------------ | ------------ | ------ | ------ |
| Mohammed Dwedar | 800 m   |                                     | e                                   |                             | e                           |              | e            |        | e      |

#### Femmes
| Athlètes       | Épreuve | Premier tour (ou tour préliminaire) | Premier tour (ou tour préliminaire) | Repêchage (ou premier tour) | Repêchage (ou premier tour) | Demi-finales | Demi-finales | Finale | Finale |
| Athlètes       | Épreuve | Temps                               | Rang                                | Temps                       | Rang                        | Temps        | Rang         | Temps  | Rang   |
| -------------- | ------- | ----------------------------------- | ----------------------------------- | --------------------------- | --------------------------- | ------------ | ------------ | ------ | ------ |
| Layla Al-Masri | 800 m   |                                     | e                                   |                             | e                           |              | e            |        | e      |

### Boxe
| Athlètes     | Catégorie             | 1/16e de finale           | 1/8e de finale      | Quart de finale     | Demi-finale         | Finale              | Rang |
| Athlètes     | Catégorie             | Adversaire Résultat       | Adversaire Résultat | Adversaire Résultat | Adversaire Résultat | Adversaire Résultat | Rang |
| ------------ | --------------------- | ------------------------- | ------------------- | ------------------- | ------------------- | ------------------- | ---- |
| Wasim Abusal | Poids plumes (-57 kg) | Nebil Ibrahim Défaite 0-5 | Éliminé             | Éliminé             | Éliminé             | Éliminé             | 17e  |

### Judo
| Athlète      | Compétition    | 1er tour            | 2e tour                         | 3e tour             | Quart de finale     | Demi-finale         | Repêchage           | Finale / CB         | Rang |
| Athlète      | Compétition    | Adversaire Résultat | Adversaire Résultat             | Adversaire Résultat | Adversaire Résultat | Adversaire Résultat | Adversaire Résultat | Adversaire Résultat | Rang |
| ------------ | -------------- | ------------------- | ------------------------------- | ------------------- | ------------------- | ------------------- | ------------------- | ------------------- | ---- |
| Fares Badawi | Moins de 81 kg | Exempt              | Somon Makhmadbekov Défaite 0-10 | Éliminé             | Éliminé             | Éliminé             | Éliminé             | Éliminé             | 17e  |

### Natation
| Athlète              | Épreuve   | Séries  | Séries | Demi-finales | Demi-finales | Finale  | Finale  |
| Athlète              | Épreuve   | Temps   | Rang   | Temps        | Rang         | Temps   | Rang    |
| -------------------- | --------- | ------- | ------ | ------------ | ------------ | ------- | ------- |
| Yazan Al-Bawwab (en) | 100 m dos | 58 s 26 | 43e    | Éliminé      | Éliminé      | Éliminé | Éliminé |

| Athlète        | Épreuve       | Séries | Séries | Demi-finales | Demi-finales | Finale | Finale |
| Athlète        | Épreuve       | Temps  | Rang   | Temps        | Rang         | Temps  | Rang   |
| -------------- | ------------- | ------ | ------ | ------------ | ------------ | ------ | ------ |
| Valerie Tarazi | 200 m 4 nages |        | e      |              | e            |        | e      |

### Taekwondo
| Athlète           | Compétition    | Éliminatoires       | Quart de finale     | Demi-finale         | Repêchage           | Finale / CB         | Rang |
| Athlète           | Compétition    | Adversaire Résultat | Adversaire Résultat | Adversaire Résultat | Adversaire Résultat | Adversaire Résultat | Rang |
| ----------------- | -------------- | ------------------- | ------------------- | ------------------- | ------------------- | ------------------- | ---- |
| Omar Yaser Ismail | Moins de 58 kg |                     |                     |                     |                     |                     | e    |

### Tir
| Tireurs             | Compétition | Qualification | Qualification | Finale | Finale |
| Tireurs             | Compétition | Points        | Rang          | Points | Rang   |
| ------------------- | ----------- | ------------- | ------------- | ------ | ------ |
| Jorge Antonio Salhe | Skeet       |               | e             |        | e      |